# Trajekt Spyck–Welle
| |                                       |                                            |                                            |
| Streckennummer (DB): | 2516 (Kleve–Spyck) 2266 (Welle–Elten) |                                            |                                            |
| Kursbuchstrecke: | 242c (Spyck – Kleve 1946)             |                                            |                                            |
| Streckenlänge: | 18,8 km                               |                                            |                                            |
| Spurweite: | 1435 mm (Normalspur)                  |                                            |                                            |
| |                                       |                                            |                                            |
| Trajektlänge: | 600 m                                 |                                            |                                            |
| Trajektbetrieb: | 1865–1912                             |                                            |                                            |
| \| \| \| Hollandstrecke von Arnhem \| \| \| \| \| Grenze Niederlande/Deutschland \| \| \| \| 11,7 \| Elten \| Elten \| \| \| \| Hollandstrecke nach Emmerich \| \| \| \| \| Wildbrücke (140 m) \| \| \| \| 7,8 \| Welle \| Welle \| \| \| \| Trajekt (600 m) \| \| \| \| 5,5 \| Spyck \| Spyck \| \| \| \| Vorlandbrücken (384 m) \| \| \| \| \| Altrheinbrücke (100 m) \| \| \| \| 4,1 \| Griethausen \| Griethausen \| \| \| 1,4 \| Kellen \| Kellen \| \| \| \| ehem. Strecke von Nijmegen \| \| \| \| 0,0 \| Kleve \| Kleve \| \| \| \| ehem. Niederrheinstrecke nach Xanten \| \| \| \| \| Linksniederrheinische Strecke nach Krefeld \| \| |                                       |                                            |                                            |
| Strecke |                                       | Hollandstrecke von Arnhem                  | Hollandstrecke von Arnhem                  |
| Grenze |                                       | Grenze Niederlande/Deutschland             | Grenze Niederlande/Deutschland             |
| ehemalige Blockstelle | 11,7                                  | Elten                                      | Elten                                      |
| Abzweig ehemals geradeaus, nach links und ehemals von links |                                       | Hollandstrecke nach Emmerich               | Hollandstrecke nach Emmerich               |
| Brücke über Wasserlauf (Strecke außer Betrieb) |                                       | Wildbrücke (140 m)                         | Wildbrücke (140 m)                         |
| Bahnhof (Strecke außer Betrieb) | 7,8                                   | Welle                                      | Welle                                      |
| Eisenbahnfähre (Strecke außer Betrieb) |                                       | Trajekt (600 m)                            | Trajekt (600 m)                            |
| Bahnhof (Strecke außer Betrieb) | 5,5                                   | Spyck                                      | Spyck                                      |
| Brücke (Strecke außer Betrieb) |                                       | Vorlandbrücken (384 m)                     | Vorlandbrücken (384 m)                     |
| Brücke über Wasserlauf (Strecke außer Betrieb) |                                       | Altrheinbrücke (100 m)                     | Altrheinbrücke (100 m)                     |
| Haltepunkt / Haltestelle (Strecke außer Betrieb) | 4,1                                   | Griethausen                                | Griethausen                                |
| Haltepunkt / Haltestelle (Strecke außer Betrieb) | 1,4                                   | Kellen                                     | Kellen                                     |
| Abzweig geradeaus und von rechts (Strecke außer Betrieb) |                                       | ehem. Strecke von Nijmegen                 | ehem. Strecke von Nijmegen                 |
| Kopfbahnhof Strecke bis hier außer Betrieb | 0,0                                   | Kleve                                      | Kleve                                      |
| Abzweig geradeaus und ehemals nach links |                                       | ehem. Niederrheinstrecke nach Xanten       | ehem. Niederrheinstrecke nach Xanten       |
| Strecke |                                       | Linksniederrheinische Strecke nach Krefeld | Linksniederrheinische Strecke nach Krefeld |

Das Trajekt Spyck–Welle war eine Eisenbahnfähre über den Rhein zwischen dem linksrheinischen Spyck und dem rechtsrheinischen Welle. Es wurde 1865 von der Rheinischen Eisenbahn-Gesellschaft (RhE) mit Errichtung der Linksniederrheinischen Strecke von Köln über Neuss, Krefeld, Kleve, Elten und Zevenaar zu den niederländischen Nordsee-Häfen in Betrieb genommen.

## Streckenbau
Am 5. Juli 1862 vereinbarten die Rheinische Eisenbahn-Gesellschaft (RhE) und die Nederlandse Rhijnspoorweg (NRS) in Köln eine Verknüpfung ihrer beiden Bahnen auf deutschem Boden. Da Vorgespräche in Berlin eine Zustimmung für einen Streckenverlauf in der Nähe der Grenze ergeben hatten, das preußische Militär jedoch eine feste Rheinbrücke dort ablehnte, blieb nur eine Fährverbindung (Trajekt).
Daraufhin führte die RhE ihre Strecke ab Kleve 1865 weiter über Griethausen und überbrückte dort den Altrhein auf einer 100 Meter langen Gitterträgerbrücke (Griethausener Eisenbahnbrücke), die heute noch steht. Daran schloss sich der 314 Meter lange Vorfluter mit 20 Öffnungen an. Die Strecke lief dann weiter quer über die Rheinhalbinsel Salmorth bis zum Rheinufer in Spyck, wo ein Bahnhof mit 4 Aufstellgleisen für die Auflösung der ankommenden Züge und die Neuzusammenstellung der trajektierten Wagen errichtet wurde. Von hier zum rechtsrheinischen Welle war seit der Stromregulierung eine der schmalsten Stellen des Niederrheins, die mit dem Trajekt überquert werden sollte. Dort wurde ein gleichartiger Bahnhof gebaut, von dem die Strecke weiter auf den Eltenberg zuführte und dabei den kleinen Fluss Wild mit einer 130 m langen Brücke mit sieben Öffnungen überquerte. Vor Erreichen der Bahnstrecke Emmerich – Zevenaar bog sie nach Norden ab und lief neben dieser Strecke bis zur Grenze der Niederlande. Von dort bis Zevenaar hatte die NRS ihren 5,10 Kilometer langen Streckenteil bereits am 9. März 1864 fertiggestellt.
Die Strecke von Kleve bis zur Grenze mit den Brücken wurde am 2. April 1864 polizeilich abgenommen und für den Verkehr freigegeben. Der Bau des Trajektes brachte wegen seiner erstmaligen Konstruktion jedoch viele Probleme, so dass sich die Eröffnung der gesamten Strecke erheblich verzögerte.

## Die Trajektanstalt

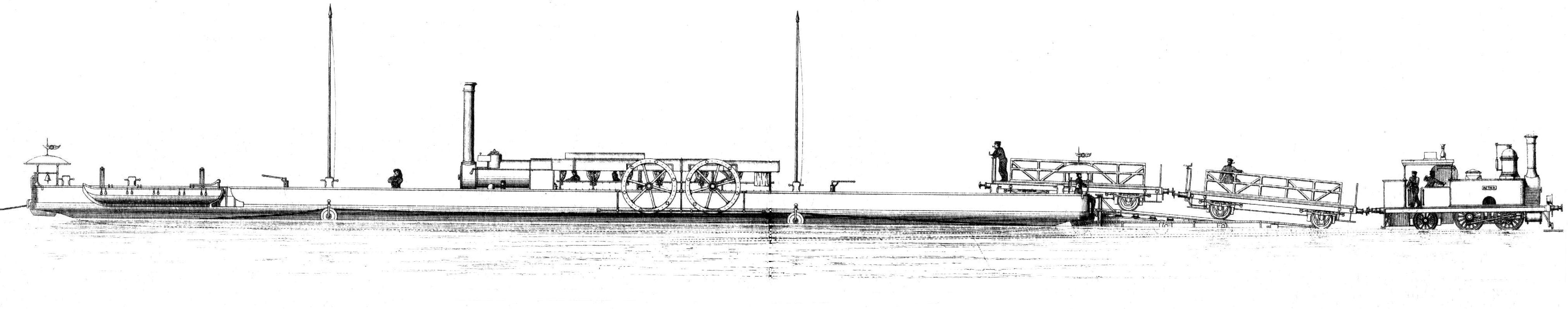
B1 Lokomotive AETNA der RhE mit zwei Zwischenwagen auf der Landebrücke und der Ponte. In der Mitte der Ponte die Seilantriebsräder und der Dampfkessel

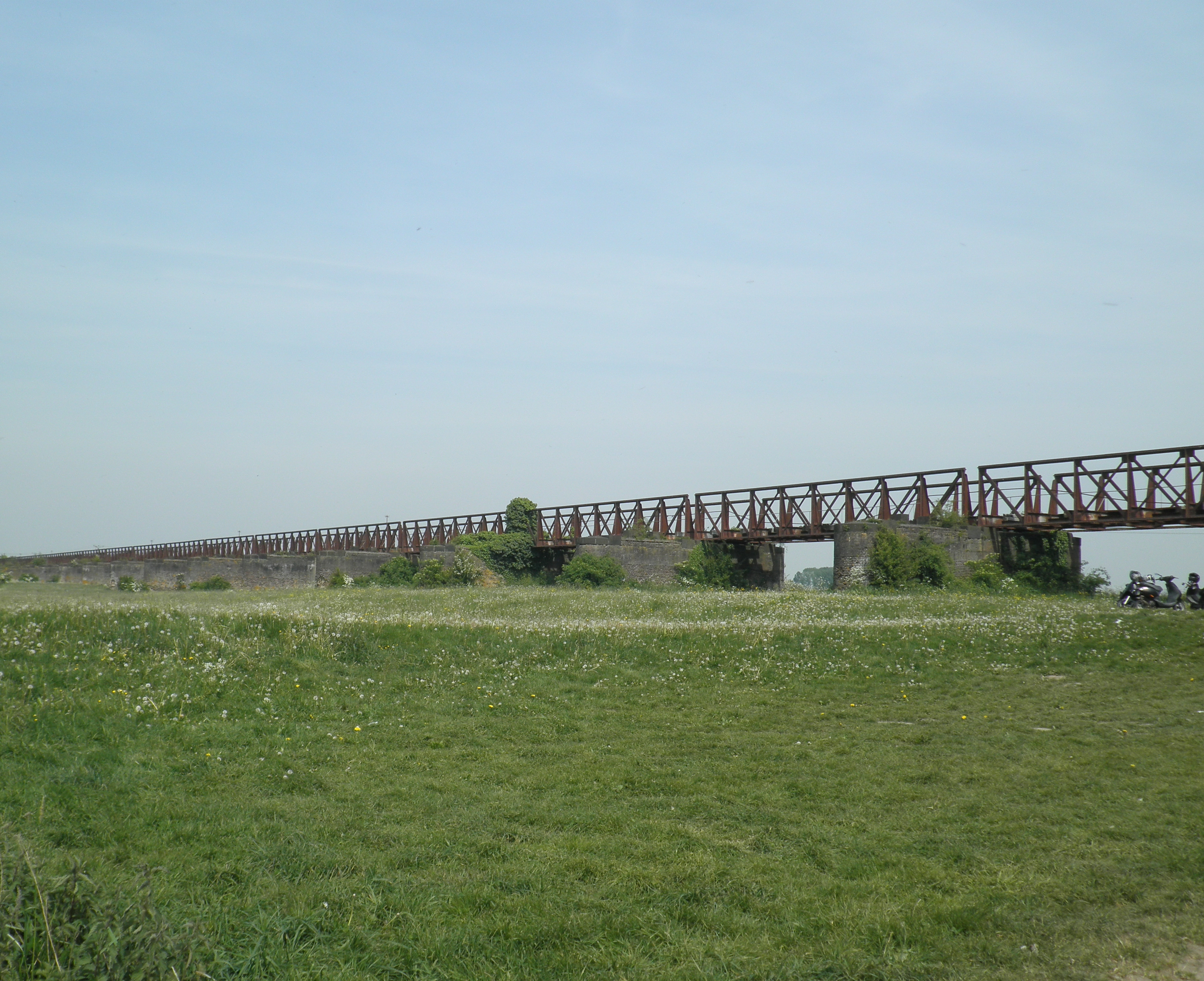
Griethausener Eisenbahnbrücke über den Altrhein, Kleve-Griethausen

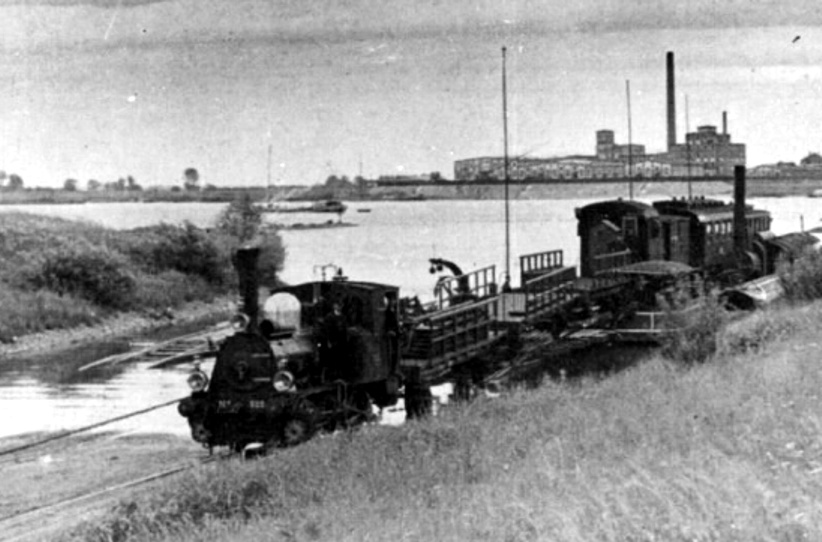
Trajektierung eines Personenzuges in Welle im Jahr 1913

Die Fährponten mit den Wagen der Bahn sollten nicht frei über den Strom fahren, sondern zwischen zwei quer über den Strom gespannten Ketten den Strom überqueren. Erst als man die Ketten durch starke Seile ersetzte, gelang die Trajektierung. Das im Oberwasser laufende stärkere Drahtseil lief auf der Ponte über Rollen und diente als Führungsseil. Das dünnere Seil im Unterwasser lief auf der Ponte über zwei Räder, die von einer Dampfmaschine angetrieben wurden und die Ponte über den Strom beförderten.
Die Wagen wurden über eine schiefe Ebene (Neigung 1:48) von einer Lokomotive auf die Ponten geschoben und am anderen Ufer von einer anderen Lokomotive wieder abgezogen. Um die Ponten nicht mit dem Gewicht der Lokomotive zu belasten, hatte man zwei leichte Zwischenwagen an die Lokomotiven gekoppelt. Die Ponten konnten auf dem Deck montierten Gleis entweder sechs Güterwagen oder fünf Personenwagen tragen. Die Fahrgäste blieben während der Überfahrt in den Wagen.
Die Freigabe für den Güterverkehr mit zwei Fährstraßen über den Rhein erfolgte am 19. April 1865 und einige Tage später, am 21. April, lief der erste Personenzug von Köln über das Trajekt nach Zevenaar. Für die Überfahrt mit dem Trajekt hatte man im Fahrplan 20 Minuten eingeplant. Davon entfielen jeweils vier Minuten auf die Bewegung der Wagen auf den geneigten Ebenen und acht Minuten auf die eigentliche Schifffahrt.
Nachteilig für den Trajektbetrieb wirkten sich Hochwasser, Stürme und vor allem Eisgang des Rheins aus, der zur damaligen Zeit in jedem Winter auftrat. Dadurch war der Betrieb durchschnittlich drei Wochen im Jahr unterbrochen. Trotzdem wurden jährlich zwischen 20.000 und 30.000 Wagen über den Rhein gefahren. Die RhE konnte das hier entwickelte Trajektsystem noch für zwei weitere Eisenbahntrajekte nutzen. Am 23. August 1866 eröffnete sie das Trajekt Rheinhausen–Hochfeld und am 11. Juli 1870 das Trajekt Bonn–Oberkassel.

## Ende der Trajektanstalt

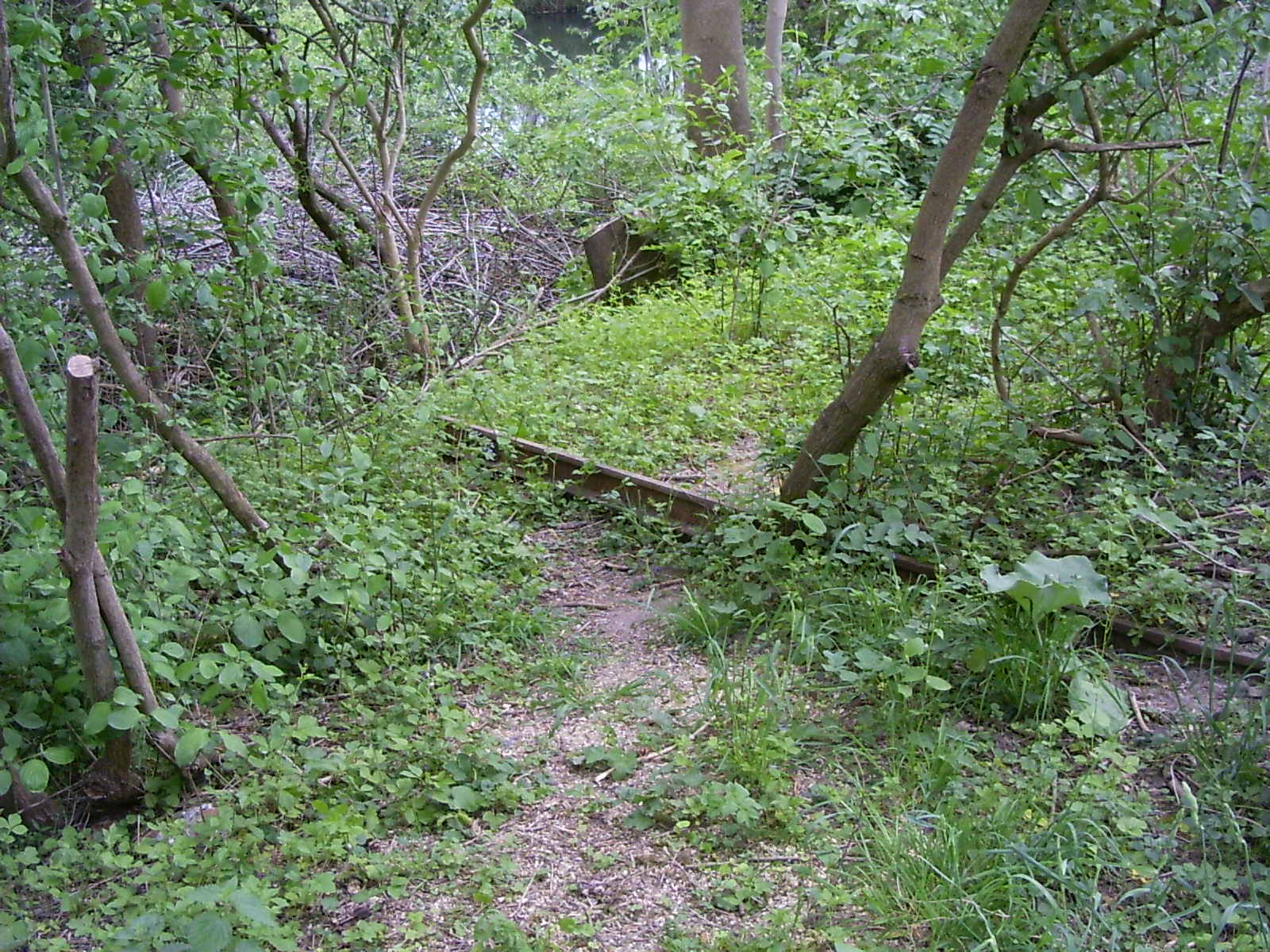
Reste der Eisenbahnstrecke zwischen Elten und Welle

Bis zur Verstaatlichung der RhE lief der gesamte Güter- und Personenverkehr der Gesellschaft über die Linksniederrheinische Strecke nach Nordholland. Daraufhin wurde Ende 1912 der Trajektverkehr eingestellt und die Gleisrampen auf beiden Ufern abgebaut. Die Fahrgäste wurden mit einem Dampfboot übergesetzt. Während des Ersten Weltkriegs wurde der Zugbetrieb auf zwei Zugpaare reduziert. Nach Kriegsende kündigte die Nederlandse Spoorwegen (NS) den Vertrag und die Deutsche Reichsbahn-Gesellschaft (DRG) betrieb den Zug- und Fährdienst noch bis zum 31. August 1926. Um 1930 wurden auf der rechten Rheinseite die Gleise der Strecke Welle – Elten abgebaut. Dagegen wurde linksrheinisch der Personenverkehr bis zum 29. Mai 1960 und der Güterverkehr zu einer direkt am Rhein liegenden Ölmühle noch bis 1987 durchgeführt. Danach wurde auch dieser Streckenabschnitt stillgelegt.